# Sagaidac, Criuleni
Sagaidac este un sat din cadrul comunei Bălțata din raionul Criuleni, Republica Moldova.